# Lanciego/Lantziego

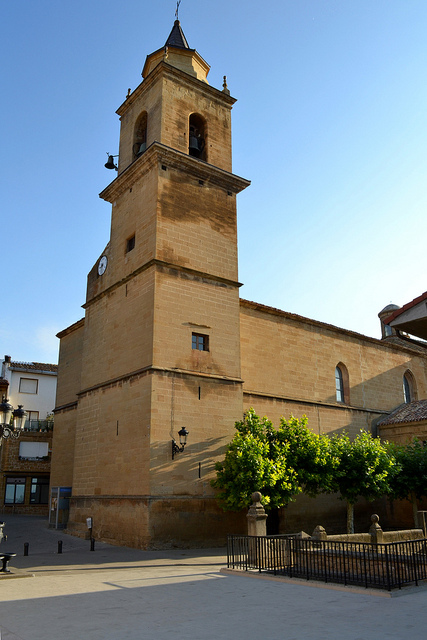

Lanciego (Basque: Lantziego) là một đô thị trong tỉnh Álava, thuộc Xứ Basque, phía bắc Tây Ban Nha.